# Howard Johnson (chanteur)
Pour les articles homonymes, voir Howard Johnson et Johnson.
Howard Johnson né le 28 novembre 1956 est un chanteur de funk, soul et R&B afro-américain originaire de Miami en Floride. Deux de ses chansons se classent au premier rang des charts américains pendant les années 1980 : So Fine (1982) et Stand Up (1985). Son album Keepin' Love New, sorti en 1982, quoique peu connu, est une grande réussite, et par conséquent reste une référence pour les amateurs des productions de Kashif et du son funk du début des années 1980.